# Arcidiecéze gdaňská
Arcidiecéze gdaňská (latinsky Archidioecesis Gedanensis) je římskokatolická metropolitní arcidiecéze v Polsku, která je centrem Gdaňské církevní provincie. Jejími sufragánními diecézemi jsou Diecéze pelplinská a Diecéze toruňská.

## Stručná historie
Od středověku byl Gdaňsk součástí diecéze włocławecké, v roce 1821 se stala součástí diecéze chulmské. Po první světové válce vznikl Svobodné měto Gdaňsk, a tak v roce 1922 vznikla zvláštní Apoštolská administratura. Z ni se o tři roky později, 30. prosince 1925, stala diecéze gdaňská, která byla bezprostředně podřízena Svatému stolci. Po druhé světové válce se Gdaňsk stal součástí Polska. V roce 1972 se gdaňská diecéze stala sufragánní vůči arcidiecézi hnězdenské. V rámci reorganizace polské diecézní struktury papež Jan Pavel II. vydal dne 25. března 1992 bulu Totus Tuus Poloniae populus, kterou diecézi gdaňskou povýšil na metropolitní arcidiecézi a vytvořil její církevní provincii.